# Actina chalybea
Actina chalybea är en tvåvingeart som beskrevs av Johann Wilhelm Meigen 1804. Actina chalybea ingår i släktet Actina och familjen vapenflugor. Inga underarter finns listade i Catalogue of Life.